# Senne Hulsmans
Senne Hulsmans, né le 22 octobre 2003 à Lommel, est un coureur cycliste belge. Il est membre de l'équipe Soudal Quick-Step Devo.

## Biographie
Senne Hulsmans est originaire de Lommel, une localité située en Région flamande. Il est le fils de l'ancien cycliste professionnel Kevin Hulsmans,. Tout comme ce dernier, il commence à pratiquer le vélo durant son enfance. Il se lance dans les compétitions à huit ans, après avoir essayé le football. 
Chez les juniors, il s'impose à trois reprises en 2021. En 2022, il intègre l'équipe continentale Elevate p/b Home Solution Soenens, dirigée par son père. Il fait ensuite partie des cyclistes sélectionnés pour intégrer la réserve de la formation Soudal-Quick Step en 2023. Cette saison est cependant gâchée par une blessure au genou, puis par une fracture à la main. Il parvient néanmoins à terminer premier de deux courses régionales belges et second de la dernière étape du Flanders Tomorrow Tour. 
Durant l'été 2024, il remporte la dernière étape du Tour de Bohême Occidentale, après un printemps perturbé par une nouvelle douleur au genou. Il s'agit de sa première victoire acquise sur une épreuve inscrite au calendrier de l'UCI. La même année, il termine deuxième du championnat de Belgique dans la catégorie des espoirs. Il décroche également diverses places d'honneur dans des interclubs belges.

## Palmarès et résultats

### Par année
- 2024
  - 3e étape du Tour de Bohême Occidentale
  - 2e de la Zuidkempense Pijl
  - 2e du championnat de Belgique sur route espoirs
  - 2e du Mémorial Danny Jonckheere
  - 3e de Dwars door Wingene
- 2025
  - Dwars door Wingene

### Classements mondiaux
| Année                                 | 2023  | 2024  |
| ------------------------------------- | ----- | ----- |
| Classement mondial                    | 3307e | 1369e |
| UCI Europe Tour                       | 1785e | nc    |
|                                       |       |       |
| Légende : nc = non classéSource : UCI |       |       |